# Св. св. Кирил и Методий (Багренци)
„Св. св. Кирил и Методий“ е българска православна църква в село Багренци, община Кюстендил.
Според надписа над вратата тя е построена от майстор Георги Манчов от село Полетинци през 1885 г. Църквата е трикорабна псевдобазилика, необичайна за село със своя внушителен вид. Западната стена се поддържа от четири антични гранитни профилирани бази. Колоните са свързани с три големи арки. Фасадата е обогатена с прозорци и големи ниши, увенчана със силно изразена тричелна аркатура, достигаща до покривната конструкция. Над средния кораб се издига купол с голям барабан. Иконостасът е дъсчена направа, резбовани са само кръста и олтарните двери. Липсва стенописна украса, с изключение на изображение на рядката композиция „Богородица госпожа ангелов“ на тавана, изпълнена през 1889 г. от живописците Марко и Теофил Миневи от Македония. През 2007 г. са изписани стенописни изображения на външните ниши на църквата.